# TT339
La tombe thébaine TT 339 est située à Deir el-Médineh, dans la nécropole thébaine, sur la rive ouest du Nil, face à Louxor en Égypte.
C'est la sépulture de Houy ou Pachédou, maçon de la nécropole, serviteur dans la Place de Vérité à Deir el-Médineh à la période ramesside.